# عقد 850
عقد 850 هو عقد امتد بين 1 يناير 850 و31 ديسمبر 859 بحسب التقويم الميلادي. سبقه عقد 840 ولحقه عقد 860.

## أحداث
- معركة البيضاء (851)
- معركة مونت لاتورثي (859)
- معركة وادي سليط (852)

## مواليد
- الطحاوي (853)
- نفطويه (858)
- محمد بن داود بن الجراح (857)
- الحسين بن منصور الحلاج (858)
- نقولا ميستيكوس (852)
- أبو إسحاق إبراهيم بن أحمد (850)
- أبو إسحاق الزجاج (857)
- أحمد المعتضد بالله (857)
- رودولف الأول من بورغندي (859)
- أحمد بن موسى بن العباس (859)
- محمد بن جابر بن سنان البتاني (858)

## وفيات
- ابن ذكوان (857)
- بوسو الأكبر (855)
- قزمان الثاني (858)
- خائيل الثاني (851)
- يوحنا بن ماسويه (857)
- أبو تراب النخشبي (859)
- ابن السكيت (858)
- أحمد بن أبي دؤاد (854)
- بندكت الثالث (858)
- إسحاق بن راهويه (853)
- زرياب (857)

## كتب
- Yves Denis Papin (1998). Chronologie de l'histoire ancienne. Lieu de publication non identifié: Éditions Jean-paul Gisserot. ISBN:2-87747-346-5. OCLC:40746926. مؤرشف من الأصل في 2022-03-16.
- موسوعة حضارة العالم (2002) لأحمد محمد عوف.

## روابط خارجية
- تصفح سنة بسنة عقد 850 على موقع onthisday.com
- تصفح سنة بسنة عقد 850 ابتداءً من سنة عقد 850 على موقع المكتبة الوطنية الفرنسية